# Jeanne Simon
Jeanne Simon, ou Jeanne Simon-Dauchez, (17 de março de 1869 – 19 de dezembro de 1949) foi uma pintora francesa.

## Vida
Simon nasceu no Hôtel du 14, na rua Saint-Guillaume, em Paris, no ano de 1869. Ela era filha de Claire (nascida Thirial) e Fernand Dauchez, o qual praticava advocacia em Paris. Ela teve oito irmãos, tendo nascido um ano antes que André Dauchez,  quem também viria a ser um pintor. Outros irmãos incluem Marcel e Reine.

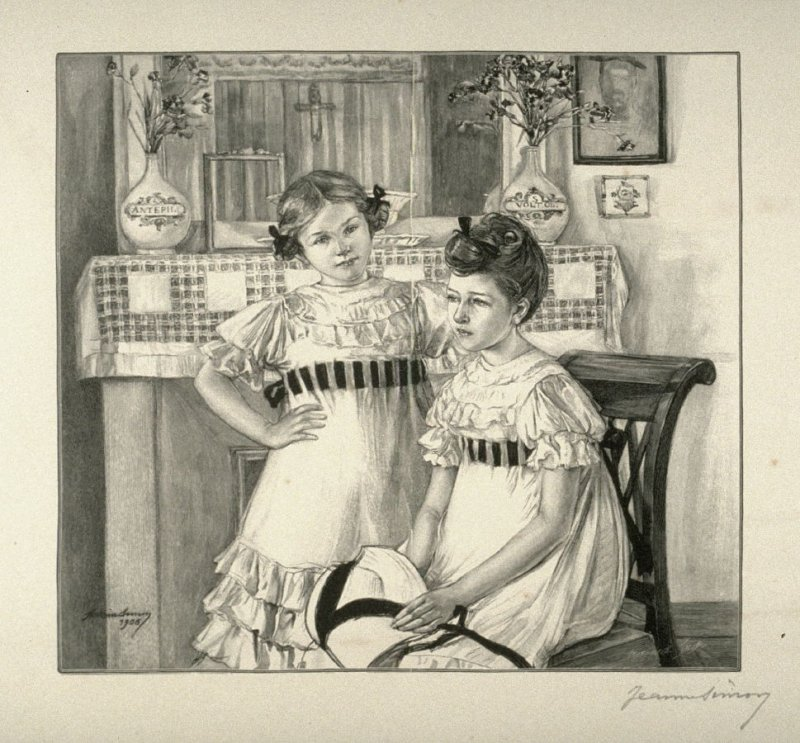
Retrato de duas meninas, Jeanne Simon, 1919

Ela se casou com o pintor Lucien Simon em 1891. Eles passaram a lua de mel em Veneza. Eles tiveram quatro filhos juntos: o escultor Paul Simon, a artista  Charlotte Simon, Lucienne Simon e Pauline Simon.
Entre os anos de 1899 e 1933 ela exibiu no Salon des Artistes Français. Ela também expôs no Salon des Indépendants, e em 1900 recebeu uma medalha de bronze na Exposição Univeral de 1900.
Simon morreu em Paris em 1949, seu marido morreu em 1945.
Em 2002, houve uma exposição na Galerie Philippe Heim, em Paris, dedicada ao trabalho de Paul, Lucien e Jeanne Simon.

## Obras públicas
- Paris, Igreja de Saint-Dominique, capela de Sainte-Catherine-de-Sienne, quatro painéis (pintura sobre tela), 1929-1935:
  - A infância de Catarina, em uma paisagem de Siena;
  - Cristo carregando sua cruz, perto de Santa Catarina, a quem ele se inclina;
  - Paisagem, animada por personagens contemporâneos da artista que representam membros de sua família, filhos e netos, além de si mesma;
  - Catherine cuidando de uma vítima da peste